# Unione Sportiva Pontedera 1999-2000
Questa voce raccoglie le informazioni riguardanti  l'Unione Sportiva Pontedera nelle competizioni ufficiali della stagione 1999-2000.

## Rosa
| N. |                   | Ruolo | Calciatore           |
| -- | ----------------- | ----- | -------------------- |
| -  | Italia (bandiera) | A     | Giuseppe Adelfio     |
| -  | Italia (bandiera) | C     | Matteo Averani       |
| -  | Italia (bandiera) | A     | Luca Brugnano        |
| -  | Italia (bandiera) | A     | Giuseppe Bugiolacchi |
| -  | Italia (bandiera) | A     | Gaetano Caridi       |
| -  | Italia (bandiera) | C     | Massimo Carlone      |
| -  | Italia (bandiera) | C     | Filippo Cavataio     |
| -  | Italia (bandiera) | A     | Dario Ciappi         |
| -  | Italia (bandiera) | C     | Giuseppe Ciaramella  |
| -  | Italia (bandiera) | D     | Francesco Colombini  |
| -  | Italia (bandiera) | C     | Vincenzo De Sio      |
| -  | Italia (bandiera) | D     | Michele Fiaccaprile  |
| -  | Italia (bandiera) | D     | Lorenzo Fiorentini   |
| -  | Italia (bandiera) | C     | Andrea Fiorini       |
| -  | Italia (bandiera) | D     | Valerio Fornasari    |
| -  | Italia (bandiera) | C     | Giuseppe Fratello    |
| -  | Italia (bandiera) | C     | Giuseppe Friscia     |
| -  | Italia (bandiera) | D     | Giorgio Galluzzo     |

| N. |                   | Ruolo | Calciatore        |
| -- | ----------------- | ----- | ----------------- |
| -  | Italia (bandiera) | C     | Angelo Giacalone  |
| -  | Italia (bandiera) | A     | Giacomo Guastella |
| -  | Italia (bandiera) | A     | Walter Lapini     |
| -  | Italia (bandiera) | D     | Massimo Lo Monaco |
| -  | Italia (bandiera) | A     | Vito Lucido       |
| -  | Italia (bandiera) | A     | Antonio Marotta   |
| -  | Italia (bandiera) | A     | Massimo Marsich   |
| -  | Italia (bandiera) | C     | Massimo Menciassi |
| -  | Italia (bandiera) | D     | Alessandro Musicò |
| -  | Italia (bandiera) | D     | Riccardo Nicolosi |
| -  | Italia (bandiera) | P     | Maurizio Pugliesi |
| -  | Italia (bandiera) | A     | Michele Radicchi  |
| -  | Italia (bandiera) | A     | Daniele Randazzo  |
| -  | Italia (bandiera) | C     | Vito Sardone      |
| -  | Italia (bandiera) | C     | Luca Taddei       |
| -  | Italia (bandiera) | A     | Pietro Sarracino  |
| -  | Italia (bandiera) | D     | Sergio Turano     |
| -  | Italia (bandiera) | A     | Luca Vigna        |